# Джианутрі
Джианутрі (італ. Isola di Giannutri) — острів в Середземному морі, входить до складу Тосканського архіпелагу. Найпівденніший острів серед островів Тосканського архіпелагу. Адміністративно острів Джианутрі є комуною Джильйо у складі провінції Гроссето регіону Тоскана.

## Історія
Острів називався Artemisia греками і Danium римлянами. В часи римлян острів належfd сім'ї Enobardi, які побудували чудову віллу, руїни якої можна бачити в наші дні і які є визначними пам'ятками. В часи Каролінгів Джианутрі з Джиліо і Арджентаріо належить абатству Трьох Фонтанів. В XIII столітті належить сім'ї Aldobrandeschi і потім переходить до сім'ї Орсіні. Починаючи з XV століття одна з частин the Presidi state.

## Рельєф
На острові є три гори Capel Rosso, Monte Mario і Poggio del Cannone. Скелястий берег з двома пляжами, Gala della Spalmatoio на північному сході і Gala Maestra на північному заході. Існує також багато гротів: найбільш відомий Gala dei Grottoni на південному краю острова.

## Природа
Острів являє собою втілення чистої природи і називається також островом чайок, так як тисячі чайок облюбували його для гніздування. Острів є природним заповідником.

## Галерея

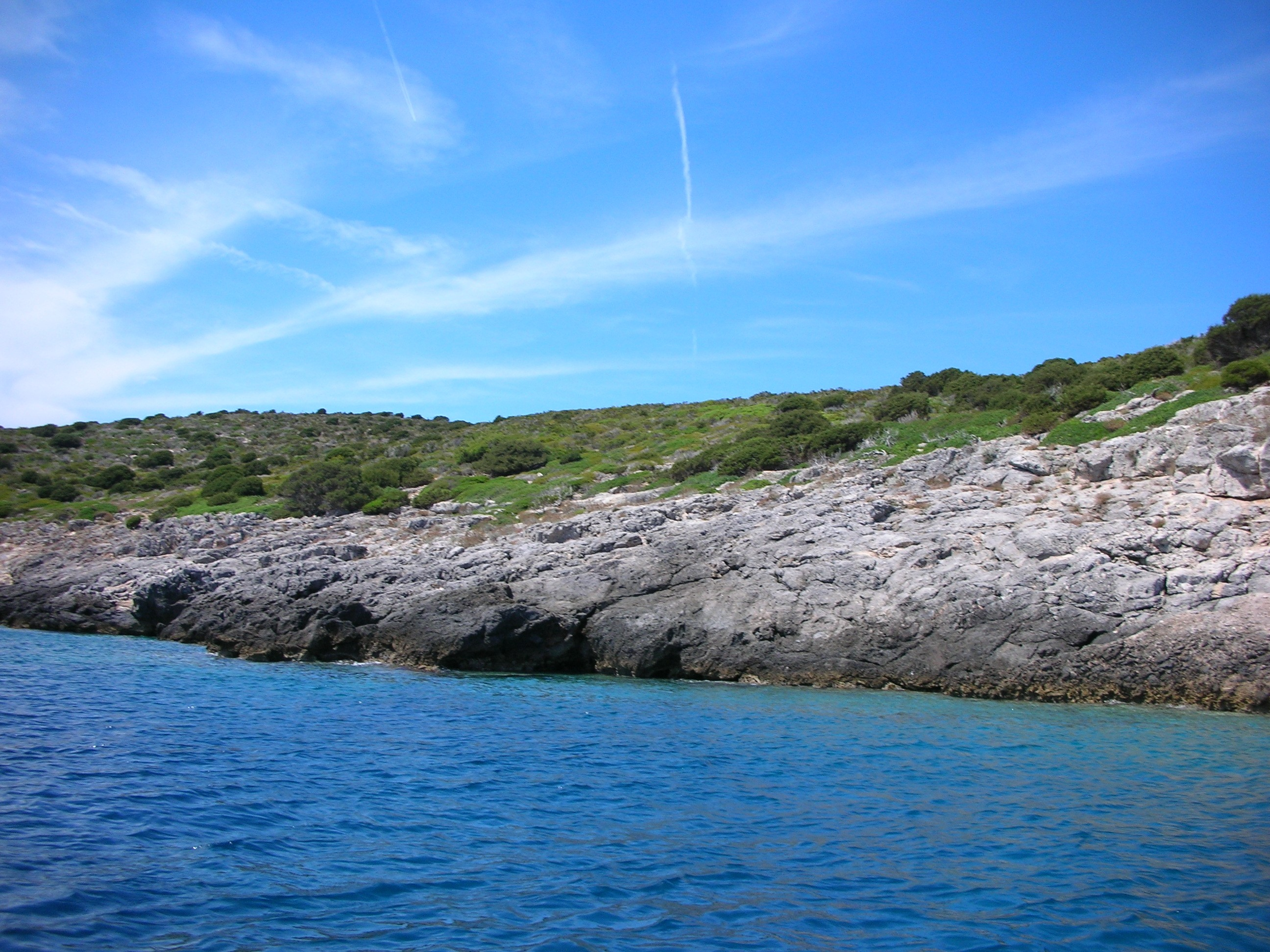
Берег Джианутрі
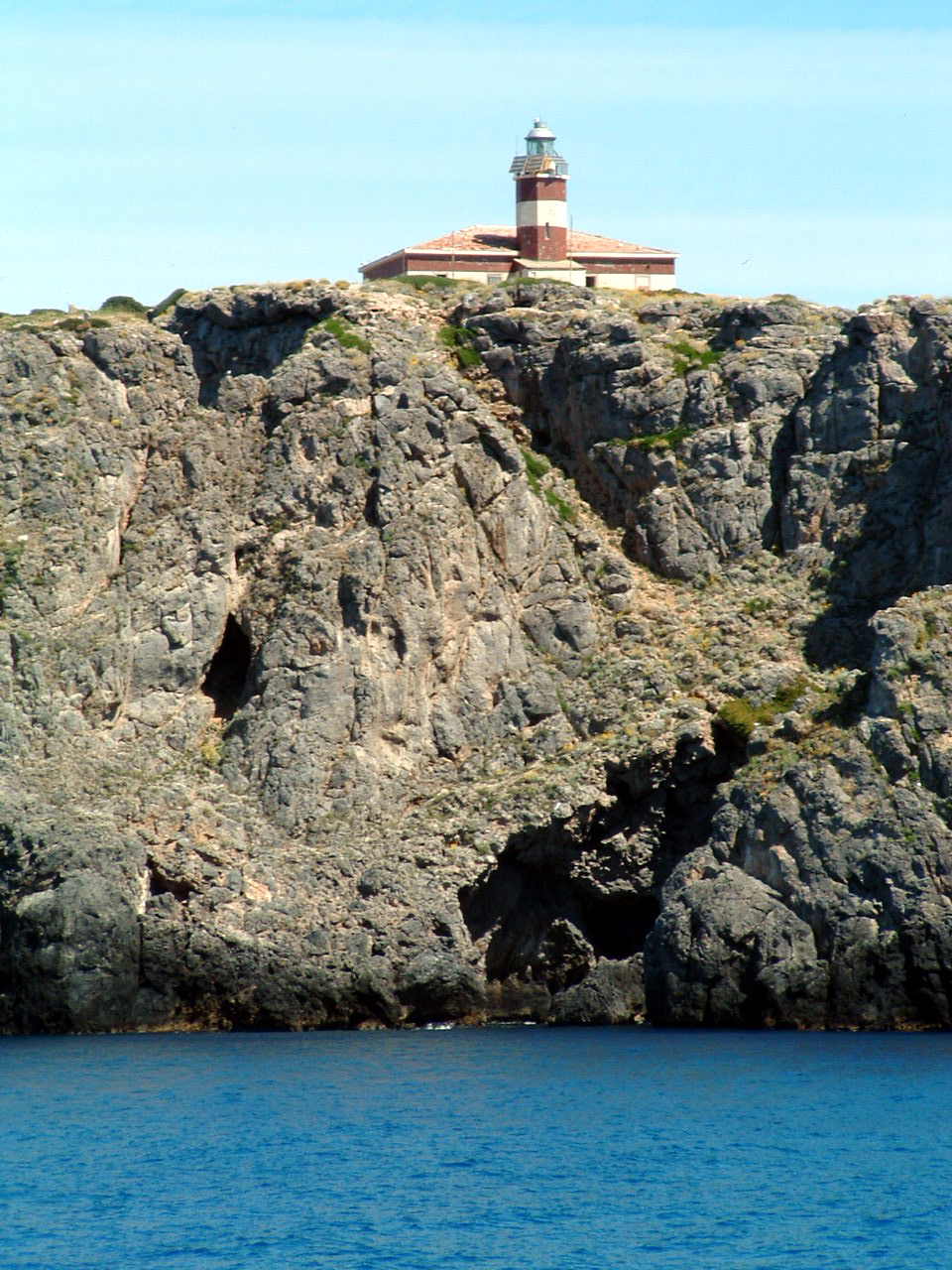
Маяк на Джианутрі
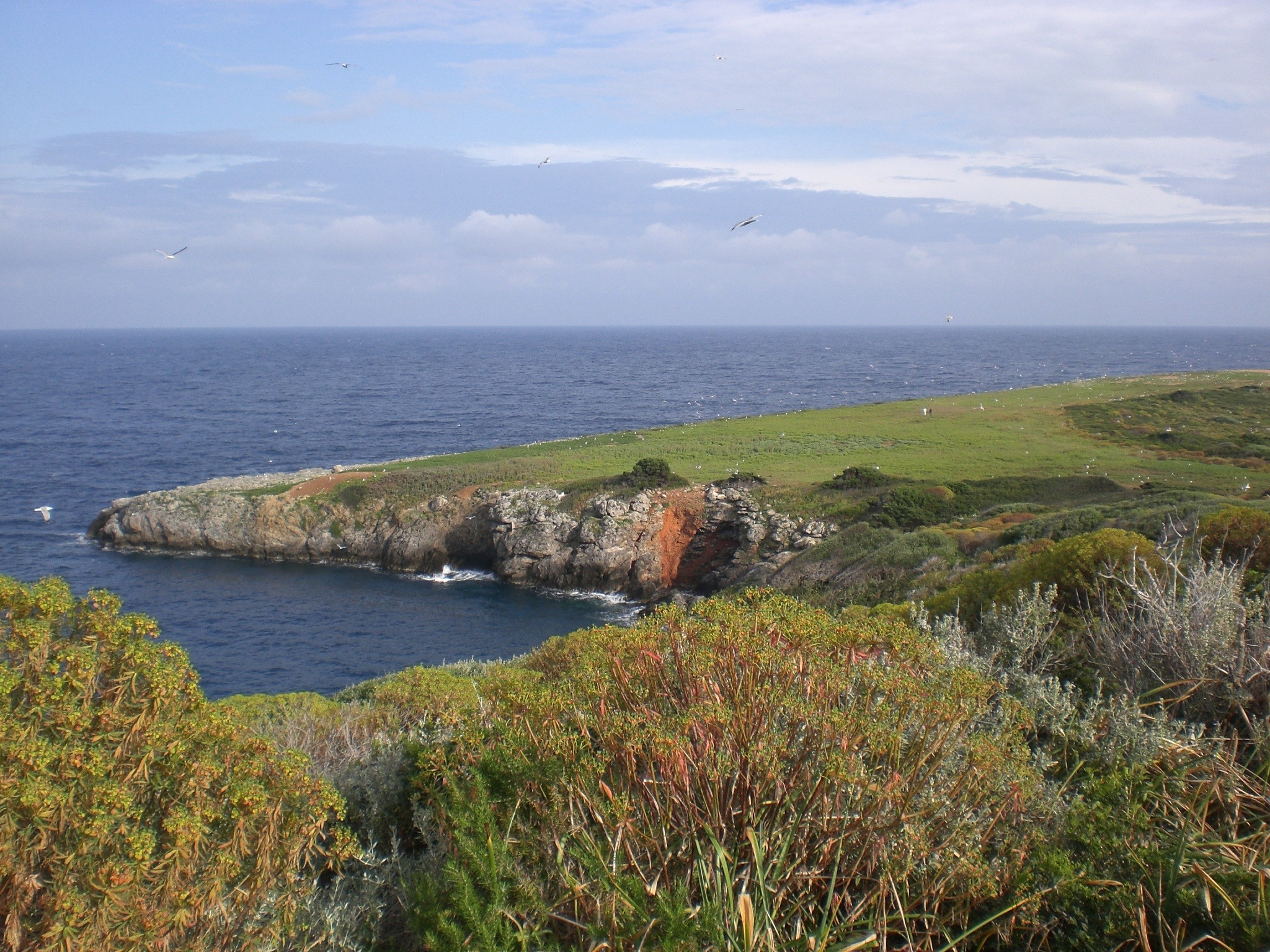